# Jean-Philippe Sarcos
 (avril 2025).
Il peut être nécessaire de l'améliorer pour respecter le principe de neutralité de point de vue. Veuillez consulter la page de discussion pour plus de détails.

Jean-Philippe Sarcos est un chef d'orchestre et organiste français, né en 1964 à Carcassonne. Il est fondateur et directeur musical du chœur et orchestre Le Palais royal.

## Biographie
Titulaire de la licence de Concert de Direction d'Orchestre de l'École normale de musique de Paris et Premier Prix du Conservatoire National de région de Paris dans la classe de Jacques Castérède, Jean-Philippe Sarcos s’oriente très tôt vers la direction d’orchestre, tout en poursuivant des études de chant, de composition et d'orgue. Il travaille avec de grands chefs internationaux parmi lesquels Georges Prêtre, Pierre Dervaux, Jean-Sébastien Béreau, Gérard Devos, Dominique Rouits ou Gerhard Schmidt-Gaden. Très attiré par la musique romantique, il s’intéresse également de près au répertoire baroque. Il travaille notamment, pendant trois ans, dans la classe de William Christie au Conservatoire national supérieur de musique et de danse de Paris et dirige diverses formations jouant sur instruments anciens.
Jean-Philippe Sarcos est fondateur et directeur artistique de l'orchestre Le Palais royal avec lequel il interprète la musique baroque, classique et romantique sur instruments d'époque. À la tête du Palais royal, il dirige dans de nombreux festivals : Festival de musique sacrée de Lourdes, festivals de Sylvanès, d’Auvers-sur-Oise, de Saint-Malo, de l’abbaye de Saint-Victor à Marseille, Festival de musique ancienne de Séville, Festival de Toulon, Festival Le Paris des orgues, Festival de La Chaise-Dieu, Festival de Musique Baroque de Froville, Festival de Chambord, Les Nuits de la citadelle de Sisteron... et régulièrement sur les plus grandes scènes parisiennes : Théâtre des Champs-Élysées, Salle Pleyel, Théâtre Mogador, Cirque d'Hiver, La Seine Musicale, Salle du Conservatoire National d'Art Dramatique.
À côté de ses activités avec Le Palais royal, il est invité par différents orchestres tels que l’Orchestre de Chambre de Toulouse, l’Orchestre National de l’Académie de Varsovie ou les Musiciens du Louvre de Marc Minkowski.
Jean-Philippe Sarcos agit pour désenclaver la musique classique. Il s'implique dans différentes entreprises ayant pour but de la transmettre aux jeunes générations. Il a ainsi fondé, en 1996, l'Académie du Palais royal, une formation unique en France qui offre chaque année à plus de 400 jeunes la possibilité de se former à la pratique collective du chœur et de l'orchestre. Il s'entoure dans cette Académie de professionnels issus des plus grandes formations musicales (Orchestre Le Palais royal, Opéra de Paris, Orchestre National de France...). Il s'investit par ailleurs avec les musiciens du Palais royal auprès de jeunes méritants de territoires culturellement défavorisés en leur proposant des concerts coup de foudre, des concerts pédagogiques, interactifs, et créés sur mesure pour ces jeunes en partenariat avec le dispositif d'État les Cordées de la réussite. L’objectif de ces concerts est de provoquer un choc esthétique auprès des jeunes afin de rompre les préjugés et les préventions que ces derniers peuvent avoir à l’égard de la musique classique.

## Interprétations
3 Premiers Grand Prix de Rome ont été ses maîtres : Yvonne Desportes (Écriture), Jacques Casterède (Analyse) et Jean-Michel Damase (Composition). D’eux il a reçu l’esprit si particulier de la tradition musicale française : clarté, élégance, danse, couleurs, panache…, qu'il veut transmettre à son tour.
La rencontre avec Georges Prêtre- qui entend un de ses enregistrements, assiste à l’un de ses concerts puis le reçoit chez lui pour lui faire travailler la direction - est certainement l’étape la plus marquante de sa formation. Son charisme et son incarnation de la musique ont transformé Jean-Philippe Sarcos.
Ses interprétations sont saluées pour leur passion, leur énergie et leur enthousiasme. Personnalité charismatique, il est un des rares chefs reconnaissable à sa gestique. Elle est décrite comme dansante, raffinée et colorée.

## Répertoire
Jean-Philippe Sarcos avec l'orchestre Le Palais royal se consacre à l’interprétation des répertoires baroque, classique et romantique   

### Musique française duXIXesiècle
- Campra : Requiem (en 2014 au Festival de la Chaise-Dieu)
- Rameau : Suite pour orchestre d===Hippolyte et Aricie (en 2015 aux Flâneries musicales de Reims)
- Berlioz : Symphonie fantastique et ouverture du Carnaval romain (en 2013 et 2014 au Cirque d'Hiver)
- Saint-Saëns : Symphonies no 1 (en 2001 dans l'Église Saint-Germain-des-Prés), 2 (en 2012 à Saint-Honoré d'Eylau) & 3 (en 2002 dans l'Église Saint-Eustache), oratorios La Terre Promise, (en 2005 au Cirque d'Hiver), Le Déluge (en 2012 dans l'Église de la Madeleine)
- Franck : Symphonie en ré mineur et Psaume CL (en 2000 au Théâtre des Champs-Élysées)
- Fauré : Requiem (La Madeleine), Elégie (Festival de Lourdes)
- Lalo : Symphonie espagnole (en 2023 au Cirque d'Hiver)
- Paladilhe : Les Saintes Maries de la Mer (Église de la Trinité)
- Widor : Ecce Joanna et Regina coeli, créations mondiales respectivement en 2001 et 2002 (Église de Saint-Germain-des-Prés)
- Poulenc : Gloria (en 2013 à La Madeleine) et Concerto pour orgue (en 1996 au Festival d'art sacré de Dax)
- Damase : Concertino pour piano et orchestre, création parisienne en 2004 en présence du compositeur (Salle Cortot)

### Musique du tournant duXVIIIesiècle
- Haydn : La Création en 2016 et Les Saisons en 2017 dans leur version française historique (Salle du premier Conservatoire, Cathédrale Saint-Louis des Invalides) ; Messe Sainte-Cécile (en 2006 au Festival des Abbayes du Sud Vendée) ; Messe Nelson (en 1999 au Printemps musical du Perche)
- Beethoven : Intégrale des symphonies et Concertos pour piano no 2 et 4 (Salle du premier Conservatoire)
- Mozart : Requiem (en 1994 et 1997 au Festival de Lourdes) ; Grande messe en Ut mineur, K. 427/417a (en 2010 au festival Saoû chante Mozart) ; Messes du couronnement (K. 317) et de l'orphelinat (K. 139/47a) ; le motet Exsultate jubilate, K. 165 (en 2019 au Festival Les Nuits de la citadelle de Sisteron) ; les Symphonies no 26, 29, 40 & 41, la Symphonie concertante pour violon et alto en Mi b Majeur, K. 364/320d (en 2012 au Théâtre du Ranelagh).

### Musique baroque
- Johann Sebastian Bach : Concerto pour violon et hautbois, BWV 1060 (en 2012 dans l'Église évangélique allemande et en 2020 au Musée du Louvre) ; Concertos pour orgue et orchestre, BWV 592-596 (Festival le Paris des orgues) ; Magnificat, BWV 243 (en 2008 au Festival de Dax) ; Cantate BWV 140 (en 2018 à La Seine Musicale) ; Cantate BWV 80 (en 2000 dans l'Église Saint-Séverin) ; Messe brève en La Majeur, BWV 234 (en 2000 au Festival de Musique baroque en Tarentaise)
- Vivaldi : Dixit Dominus, RV 807 (en 2014 dans la Salle du premier Conservatoire) ; Beatus vir, RV 597 (en 2011 au Festival de la Chaise-Dieu) ; Gloria, RV 589 & RV 588 (en 2005 au Festival de Saint-Malo)
- Galuppi : Dixit Dominus (en 2014 dans la Salle du premier Conservatoire)
- Lotti : Credo (en 2011 au Festival de la Chaise-Dieu)
- Domenico Scarlatti : Stabat Mater à 10 voix (en 2005 à Honfleur pour les Musicales de Normandie)
- Zelenka : Miserere (en 2011 au Festival de la Chaise-Dieu)
- Haendel : Il pianto di Maria, HWV 234 (en 2002 au Festival de musique ancienne de Séville) ; Le Messie, HWV 56 (en 2013 au Festival baroque de Froville) ; Coronation Anthems, HWV 258-261 (en 2019 à La Seine Musicale) ; Te Deum de Dettingen, HWV 283 (en 2019 à La Seine Musicale) ; Funeral Anthem for Queen Caroline, HWV 264 (en 2012 pour les Heures Musicales de Lessay, en 2019 dans la Cathédrale Saint-Louis des Invalides).

## Prix et distinctions
1991 : 1er prix d'analyse musicale dans la classe de Jacques Castérède au CRR de Paris.
1993 : Agrément de chef de chœur et de maîtrises (remis par le Ministère de la Culture).
1994 : Licence de Concert de Direction d'Orchestre de l'École normale de musique de Paris.
2017 : Il est intronisé Colonel de la réserve citoyenne de l'Armée de l'air par le Chef d'état-major de l'Armée de l'air, le Général André Lanata le 17 octobre 2017.
2018:  Chevalier de l'ordre national du Mérite
2018 : Médaille de la jeunesse, des sports et de l'engagement associatif, bronze décernée à l'initiative de Jean-Michel Blanquer.

## Enregistrements
- 1994 : Requiem de Mozart, récompensé par cinq « diapasons ». Production Pavane Records
- 1999 : 1er enregistrement des œuvres sacrées de Mel Bonis, compositeur postromantique français, Production Maia
- 2005 : Carmina Burana de Carl Orff avec l'Académie du Palais royal, sous la forme d’un film réalisé par François Goetghebeur. Diffusion sur France 3 juin 2008, BBC décembre 2006, TV5 Monde décembre 2006, Télévision polonaise 23 juin 2009, Rathausplatzfestival de Vienne août 2006, 2007, 2008, 2009, sélectionné au festival international Fipa 2005…
- 2005 : documentaire intitulé Jean-Philippe Sarcos, chef d’orchestre. Diffusion sur Mezzo le 18 juillet 2008
- 2007 : motets de Bach et les Vêpres du Saint-Esprit du Padre Soler avec Le Palais royal. Plusieurs Diffusions sur Mezzo 2008-2009.
- 2010 : Enregistrement pour Arte Live Web du concert donné le 19 octobre 2010 à la Chapelle de l'École Militaire, Paris. Domenico Scarlatti : Stabat Mater à 10 voix, Antonio Lotti : Credo ; œuvres de Rubino, Vivaldi, Corelli, Uccellini.
- 2012 : Haendel, musiques royales, chœur et orchestre Le Palais royal, enregistrement public, 14 juin 2012, Notre-Dame du Liban (Paris).
- 2013 : Requiem de Campra, chœur et orchestre Le Palais royal, enregistrement public, 29 septembre 2013, Festival de Souvigny.
- 2013 : enregistrement vidéo en direct du concert Les Victoires du classicisme[24] au Conservatoire National d'Art Dramatique de Paris.
- 2014 : DVD Virtuosité Baroque, Bel Air Classiques, chœur et orchestre Le Palais royal, enregistrement par Arte Live Web, 19 octobre 2010, Chapelle Saint-Louis de l'École Militaire (Paris)[25].
- 2019 : CD Le Temps des Héros, Distribution Kuroneko, Le Palais royal avec la soprano Vannina Santoni, enregistrement public, 15 avril 2015, Salle du premier Conservatoire (Paris)[26].
- 2019 : enregistrement vidéo en direct du concert Inspirations italiennes avec la soprano Catherine Trottmann dans la Salle du premier Conservatoire, réalisation Guillaume L'Hôte, diffusion en très haute définition sur la plateforme M_Media.
- 2019 : enregistrement vidéo en direct du concert Glory avec Carlo Vistoli, Mathias Vidal et Aimery Lefèvre à La Seine Musicale, réalisation Guillaume L'Hôte, diffusion en très haute définition sur la plateforme M_Media.
- 2024 : CD Paradisi Gloria, Aparté, chœur et orchestre Le Palais royal, 22 mars 2024, chapelle de Conflans (Charenton-le-Pont)[27],[28]

### Sources
- Article d'Emmanuelle Giuliani, La Croix, 30 janvier 2015
- Tribune de Jean-Philippe Sarcos, Le Huffington Post, 18 juin 2014